# Верхние Немыкари
 Верхние Немыкари— деревня  в  Смоленской области России,  в  Починковском районе. Расположена в центральной части области  в 28  км к северу от  Починка, в 4,5 км к востоку от станции Рябцево на железнодорожной ветке Смоленск – Рославль, на левом берегу Днепра.   Население — 2 жителя  (1998 год). Входит в состав Лосненского сельского поселения. 

## Достопримечательности
- Два кургана на берегу реки Днепр.
- Погребенные торфяники с остатками древней флоры микулинского межледниковья (около 100 тыс. лет).